# GNB4
GNB4‏ (G protein subunit beta 4) هوَ بروتين يُشَفر بواسطة جين GNB4 في الإنسان.